# Львов Георгій Євгенович
Львов Георгій Євгенович (рос. Львов Георгий Евгеньевич, 21 листопада (2 листопада) 1861, Дрезден — 7 березня, 1925, Париж) — російський політичний і державний діяч. Князь, кадет. Прем'єр-міністр та одночасно Міністр внутрішніх справ Тимчасового уряду з 2 березня по 7 липня 1917 року.

## Походження
Князівський рід Львових походить від Рюриковичів[джерело?].
Батько — князь Євген Олександрович Львов (1831—1878), мати — Зоя Дмитрівна Бібікова (1840—1906). Сім'я, як на дворян, не була багатою.

## Освіта
Закінчив юридичний факультет Московського університету (1885). Тульський поміщик, працював у судових і земських органах Тульської губернії, де досить швидко завоював широку популярність як земський діяч; голова Тульської губернської земської управи, учасник земських з'їздів. Земляк князя, Лев Толстой, що знав всю сім'ю Львових, схвалював його діяльність.

## Кар'єра
Обраний в Першу Державну думу Російської імперії. У думі очолив лікарсько-продовольчий комітет, який мав наступні цілі: на гроші уряду і російських та зарубіжних фінансових організацій створювалися пекарні, їдальні, санітарні пункти для тих, що голодують, погорільців і нужденних. Займався наданням допомоги переселенцям до Сибіру і на Далекий Схід .
Під час Першої світової війни у 1914 очолив щойно створений в Москві «Всеросійський земський союз допомоги хворим і пораненим військовим». За короткий строк ця організація, з річним бюджетом в 600 млн крб., стала головним помічником армії. «Союз» займався устаткуванням шпиталів і санітарних поїздів, постачанням одягу та взуття для армії. Під патронатом організації перебувало 75 потягів і 3 тис. лазаретів, в яких отримали лікування понад 2,5 млн хворих та поранених солдатів і офіцерів.
Указ імператора про призначення Львова головою Ради міністрів датований 2 (15) березня 1917. Призначення підписане Миколою ІІ за годину до зречення.
Після Лютневої революції, з 10 (23) березня 1917 — міністр-голова і міністр внутрішніх справ першого Тимчасового уряду, також очолював перший коаліційний уряд. З 23 березня 1917 по 21 липня 1917 Князь Львов Г. Є. був фактичним Головою Російської держави. Після жовтневого перевороту оселився в Тюмені, у березні 1918 року був заарештований. Через 3 місяці був випущений на свободу з підпискою про невиїзд. У жовтні втік до Америки, а потім емігрував до Франції.